# Ken Ishikawa
Ken Ishikawa (石川賢 Ishikawa Ken?, Karasuyama, 28 de junio de 1948 – 15 de noviembre de 2006) fue un autor de manga, escritor y guionista japonés, famoso sobre todo por ser el cocreador con Gō Nagai de Getter Robo (ゲッターロボ Gettā Robo?) y autor material de todas las continuaciones del mismo además de una veintena de trabajos como la adaptación de varios videojuegos, como Fatal Fury o Samurai Shodown.
La muerte le sorprendió el 15 de noviembre de 2006. Tras un día de juego de golf reconfortante, Ishikawa, de 58 años de edad, murió repentinamente mientras pasaba la noche en una cena con karaoke. Fue llevado al hospital tras sufrir un desmayo pero nada se pudo hacer.

## Carrera

### Comienzos
Sus comienzos los haría con la adaptación de Ultraman Taro al manga. Después de esto, se asocia con Go Nagai para ayudar en el diseño de algunos enemigos en el manga Mazinger Z. Después de esto, se encargó de Getter Robo, cogiendo las ideas originales de Nagai y desarrollándolas a su gusto. Tras esta época, Ishikawa empezaría a desarrollar un estilo propio comenzando con el manga Majuu Zensen, dejando claro cuales iban a ser sus principales características: dramatismo, violencia y personajes peculiares, así como finales totalmente abiertos y bizarros.

### Características
La cantidad de temas tratados por este autor es inmensa: desde los trasfondos más oscuros y violentos a la comedia y amor; desde planteos totalmente históricos a la ciencia ficción; desde dibujo de acuarelas hasta dibujos a base de tramas, pasando por miles de estilos.
Como autor de manga, cabe destacar su excelente y brillantísima narración gráfica de la que hace gala, dejando claro lo que está sucediendo en cada escena simplemente con el dibujo claro. También se puede hablar de dos épocas en cuanto al estilo de dibujo: Antes de los años 80, el autor se caracterizaba por mantener un estilo propiamente "Tezukariano" para pasar poco a poco y progresivamente, a un estilo único y propio que sólo el mantenía.
También tendríamos que mencionar su participación con Dinamic Planning y otros estudios de animación con los cuales colaboró activamente con contribuciones personales[cita requerida].

### Conclusión
Con más de 30 años de carrera y un largo listón de obras creadas, podríamos hablar perfectamente de unos de los autores clave de los años 70 y, junto a su inseparable compañero, Go Nagai, uno de los primeros autores modernos de la viñeta japonesa pero que debido al desconocimiento en occidente de este autor, se le ha restado muchísima importancia. Nada más lejos de la realidad: Ken Ishikawa fue, y es, uno de los autores más importante e influyentes del cómic Japónés.

## Obras más destacadas

### Anime
- Getter Robo (1974)
- Great Mazinger vs Getter Robo (1975)
- Getter Robot G (1975)
- Great Mazinger, Getter Robot G, Ufo Robot Grendizer tai Dragosaurus (1975)
- Cybot Robotchi (1982)
- Miroku (1989)
- Maju Sensen (1990)
- Getter Robot Go (1991)
- Dragon Slayer (1992)
- Change! Shin Getter Robo: Sekai Saigo no Hi (1998)
- Shin Getter Robot vs Neo Getter Robot (2000 - 4 OVA)
- Shin Maju Sensen (2003)
- New Getter Robot (2004)

### Manga
- Getter Robo Saga
  - Getter Robo (Incluye Getter Robo G)
  - Getter Robo Go (1990)
  - Shin Getter Robo (1997)
  - Getter Robo Āḥ (2002)
  - Getter Robot Hien ~THE EARTH SUICIDE~ (Idea original) (2007-2008)
- Kyomu Senki (Records of Nothingness)
  - Kyomu Senshi MIROKU
  - Shiragikimon
  - Ninpō Hannouji Kashinkoji Yōjutsu
  - 5000 Kōnen no Tora
  - Dogra Senki
  - Jigen Seibutsuki Dogra
  - Jakiō Bakuretsu
  - Skull Killer Jakiō(1990)
- Ultraman Taro (1973 ~ 1979)
- Cutie Honey (1976/1979/1986)
- Majuu Zensen (1976 ~ 2003)
- Southern Cross (1976)
- Seimaden (1977)
- Battle Hawk (1978)[4]
- Cyborgmajinsaur (1978 ~ 1979)
- Momotaro Jigokuken (1979 ~ 1989)
- Szmeoni - 2025 (1986)
- Cutie Honey F (1986)
- Heaven and Earth (1987)
- Makai Tensho (1987)
- Mandara Story (1990)
- Mamono-tachi no yoru (1990)
- Fatal Fury (1994)
- Samurai Spirits (1995)
- Gokudo Heiki (1996 ~ 1998)
- Neo Devilman (1996 ~ 1998)
- Seiten Taisen Freeder Bag (1999)
- Trouble - MAGA (2000)
- Samurai's Meiji Restoration (2000)
- Eurasia 1274 (2001)
- Super Robot Retsuden (2002)
- Isetsu Kengou Denki Musashi (2005 ~ 2006)
- Shin Majuu Zensen (2003)
- Goemon (2006)
- Godzilla
- Makuh Hakken Den
- Southern Cross Kid
- Tsu Ku Mo Ranzo
- Bakumatsuden
- Aztekaiser

### Libros de ilustraciones
- Majin Illustration Collection